# A Billboard 200 listavezetői 2025-ben

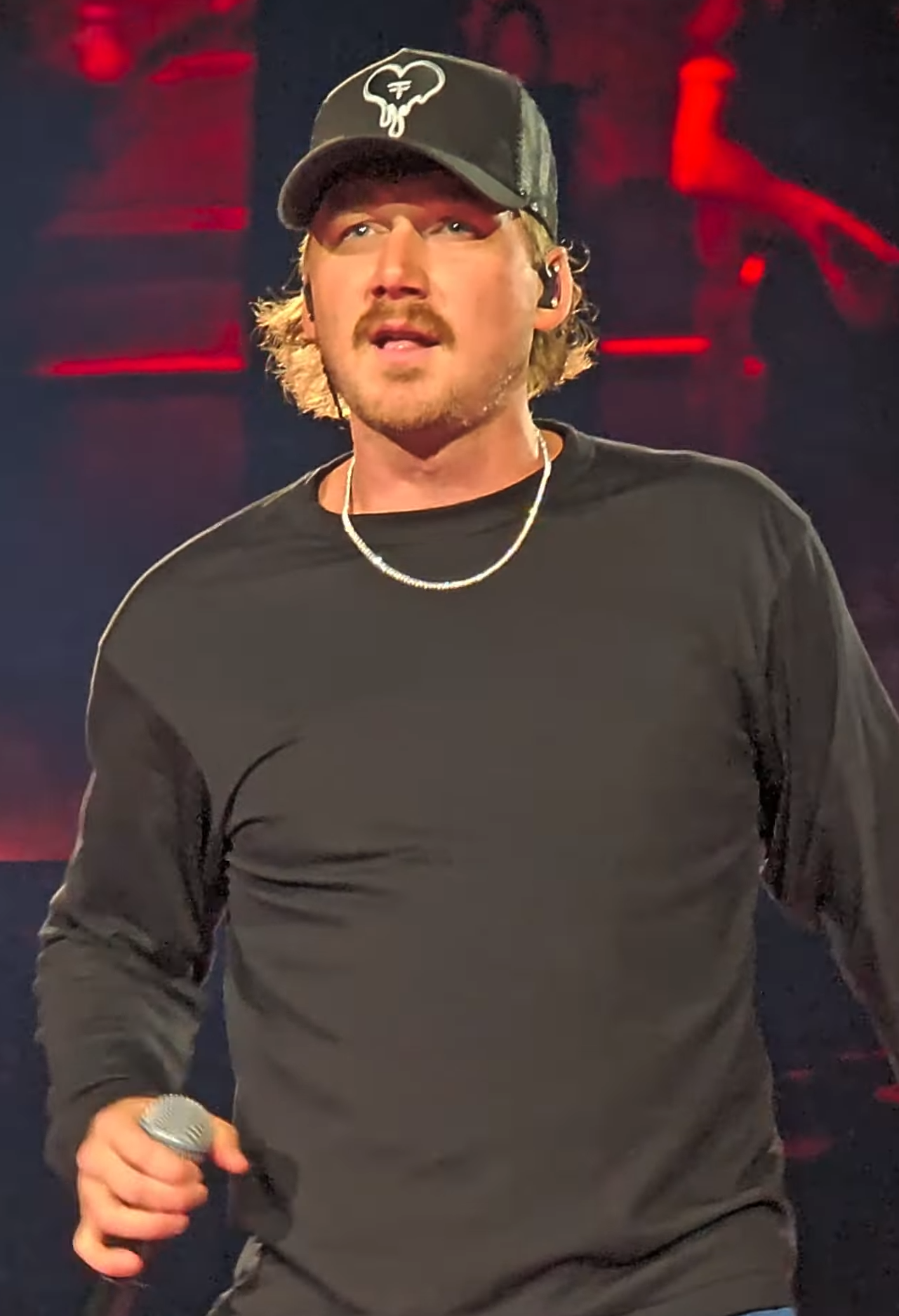
Morgan Wallen I’m the Problem című albuma tíz héten át vezette a Billboard 200 listát, ezzel ez lett Wallen harmadik egymást követő listavezető albuma

Az alábbi lista az Egyesült Államokban 2025-ben első helyezett albumokat sorolja fel. A legjobban teljesítő albumokat és középlemezeket a Billboard 200 listán gyűjtik össze és a Billboard magazin adja ki. Az adatokat a Luminate Data gyűjti össze, albummal egyenértékű egységet használva, amely figyelembe veszi az eladott albumokat, az eladott dalokat és streaminget. Egy eladott album, tíz eladott dal az albumról, illetve 1 250 streaming szolgáltatáson lejátszott dal számít egy egységnek (ingyenes, reklámokkal támogatott streaming esetén 3 750).

## Lista
| Dátum         | Album                | Előadó                    | Példányszám | For.          |
| ------------- | -------------------- | ------------------------- | ----------- | ------------- |
| január 4.     | SOS                  | SZA                       | 178 000     | [ 1 ] [ 2 ]   |
| január 11.    | SOS                  | SZA                       | 130 000     | [ 3 ] [ 4 ]   |
| január 18.    | WHAM                 | Lil Baby                  | 140 000     | [ 5 ] [ 6 ]   |
| január 25.    | Debí Tirar Más Fotos | Bad Bunny                 | 203 500     | [ 7 ] [ 8 ]   |
| február 1.    | Debí Tirar Más Fotos | Bad Bunny                 | 151 000     | [ 9 ] [ 10 ]  |
| február 8.    | Debí Tirar Más Fotos | Bad Bunny                 | 117 000     | [ 11 ] [ 12 ] |
| február 15.   | Hurry Up Tomorrow    | The Weeknd                | 490 500     | [ 13 ] [ 14 ] |
| február 22.   | GNX                  | Kendrick Lamar            | 236 000     | [ 15 ] [ 16 ] |
| március 1.    | Some Sexy Songs 4 U  | PartyNextDoor és Drake    | 246 000     | [ 17 ] [ 18 ] |
| március 8.    | So Close to What     | Tate McRae                | 177 000     | [ 19 ] [ 20 ] |
| március 15.   | GNX                  | Kendrick Lamar            | 90 500      | [ 21 ] [ 22 ] |
| március 22.   | Mayhem               | Lady Gaga                 | 219 000     | [ 23 ] [ 24 ] |
| március 29.   | Music                | Playboi Carti             | 298 000     | [ 25 ] [ 26 ] |
| április 5.    | Music                | Playboi Carti             | 131 000     | [ 27 ] [ 28 ] |
| április 12.   | Eternal Sunshine     | Ariana Grande             | 137 000     | [ 29 ] [ 30 ] |
| április 19.   | Music                | Playboi Carti             | 64 000      | [ 31 ] [ 32 ] |
| április 26.   | More Chaos           | Ken Carson                | 59 500      | [ 33 ] [ 34 ] |
| május 3.      | SOS                  | SZA                       | 52 000      | [ 35 ] [ 36 ] |
| május 10.     | Skeletá              | Ghost                     | 86 000      | [ 37 ] [ 38 ] |
| május 17.     | Debí Tirar Más Fotos | Bad Bunny                 | 84 500      | [ 39 ] [ 40 ] |
| május 24.     | Even in Arcadia      | Sleep Token               | 127 000     | [ 41 ] [ 42 ] |
| május 31.     | I’m the Problem      | Morgan Wallen             | 493 000     | [ 43 ] [ 44 ] |
| június 7.     | I’m the Problem      | Morgan Wallen             | 286 000     | [ 45 ] [ 46 ] |
| június 14.    | I’m the Problem      | Morgan Wallen             | 246 000     | [ 47 ] [ 48 ] |
| június 21.    | I’m the Problem      | Morgan Wallen             | 209 000     | [ 49 ] [ 50 ] |
| június 28.    | I’m the Problem      | Morgan Wallen             | 186 000     | [ 51 ] [ 52 ] |
| július 5.     | I’m the Problem      | Morgan Wallen             | 177 000     | [ 53 ] [ 54 ] |
| július 12.    | I’m the Problem      | Morgan Wallen             | 173 000     | [ 55 ] [ 56 ] |
| július 19.    | I’m the Problem      | Morgan Wallen             | 151 000     | [ 57 ] [ 58 ] |
| július 26.    | JackBoys 2           | JackBoys and Travis Scott | 232 000     | [ 59 ] [ 60 ] |
| augusztus 2.  | Don’t Tap the Glass  | Tyler, the Creator        | 197 000     | [ 61 ] [ 62 ] |
| augusztus 9.  | I’m the Problem      | Morgan Wallen             | 143 000     | [ 63 ] [ 64 ] |
| augusztus 16. | I’m the Problem      | Morgan Wallen             | 136 000     | [ 65 ] [ 66 ] |

## Listavezető előadók
| # | Előadó             | Hetek száma |
| - | ------------------ | ----------- |
| 1 | Morgan Wallen      | 10          |
| 2 | Bad Bunny          | 4           |
| 3 | Playboi Carti      | 3           |
| 3 | SZA                | 3           |
| 5 | Kendrick Lamar     | 2           |
| 6 | Lil Baby           | 1           |
| 6 | The Weeknd         | 1           |
| 6 | PartyNextDoor      | 1           |
| 6 | Drake              | 1           |
| 6 | Tate McRae         | 1           |
| 6 | Lady Gaga          | 1           |
| 6 | Ariana Grande      | 1           |
| 6 | Ken Carson         | 1           |
| 6 | Ghost              | 1           |
| 6 | Sleep Token        | 1           |
| 6 | JackBoys           | 1           |
| 6 | Travis Scott       | 1           |
| 6 | Tyler, the Creator | 1           |